# Xã Lowell, Michigan
Xã Lowell (tiếng Anh: Lowell Township) là một xã thuộc quận Kent, tiểu bang Michigan, Hoa Kỳ. Năm 2010, dân số của xã này là 5.949 người.